# Hogeschool Tio
Hogeschool Tio (afkorting van Toerisme Informatie Opleiding) is een Nederlandse particuliere onderwijsinstelling met zes vestigingen verspreid over het land. De school werd in Hengelo in de provincie Overijssel op initiatief van het bedrijfsleven opgericht in de jaren 1960. Tegenwoordig heet de school Tio Business School.

## Geschiedenis
Tio werd in 1969 opgericht door VVV-directeur D.J.F. Wilmink op verzoek van het bedrijfsleven in de toerisme-sector omdat er vraag was naar mensen in de toeristische branche. Het toerisme groeide begin jaren 1970 explosief maar er waren nog geen specifieke opleidingen. Het bedrijfsleven reageerde hierop door drie vakscholen op te richten: Tio college, de AVR-vakschool en de AVV-vakschool. De vakscholen waren populair, omdat ze korte en gerichte opleidingen aanboden die voldeden aan de wensen van het bedrijfsleven. Toen de overheid eind jaren 1980 besloot om de vakscholen niet meer te subsidiëren, ging Tio verder als particuliere onderwijsinstelling. Begin jaren 1990 was er sprake van een terugloop van studenten door de hoge kosten van de opleiding en het afschaffen van de reiskostenvergoeding en twee ondernemers, vader en zoon Duthler, namen de onderwijsinstelling over. In 1993 en 1994 nam het bedrijf Tio de AVV-vakschool en de AVR-vakschool over en in 1997 werd ook Tunon, een mbo-opleiding voor gastvrouwen en gastheren onderdeel van Tio. Van 1991 tot 2020 was Mark Duthler directeur van de school. Toen de school in 2020 werd overgenomen door de Salta Group (voorheen NCOI Groep), werd  Katinka Reuling algemeen directeur. Vanaf 1 januari 2024 is de leiding overgenomen door Frans van Kreuningen.

## Profiel en opleidingen
Tio biedt opleidingen op mbo-, hbo-bachelor, hbo-associate degree en hbo-master-niveau op het gebied van business & ondernemen, hospitality & leisure, marketing, sales & communicatie en makelaardij, ruimte & vastgoed. Aan de hogeschool staan ruim 2000 studenten ingeschreven. De mbo-opleidingen duren bij Tio 1 of 2 jaar, afhankelijk van de vooropleiding van de student. De hbo-opleidingen duren 3 of 4 jaar. Tio bood voorheen ook de opleiding Stewardess/Receptionist/Hostess aan. Sommige opleidigen zijn Engelstalig.
De school heeft het kenmerk 'kleinschalig en intensief onderwijs' ontvangen van de Nederlands-Vlaamse Accreditatieorganisatie (NVAO) en scoorde een aantal malen hoog in nationale Keuzegids hbo en hbo.

## Locaties
Tio heeft zes vestigingen in Nederland en een hoofdkantoor in Utrecht. De vestigingen zijn in Amsterdam, Eindhoven, Groningen, Hengelo, Rotterdam en Utrecht.

## Studentenvereniging
De studentenvereniging Cognatio is in 2005 opgericht voor en verbonden aan Hogeschool Tio en telt meer dan 900 actieve leden.

## Afbeeldingen

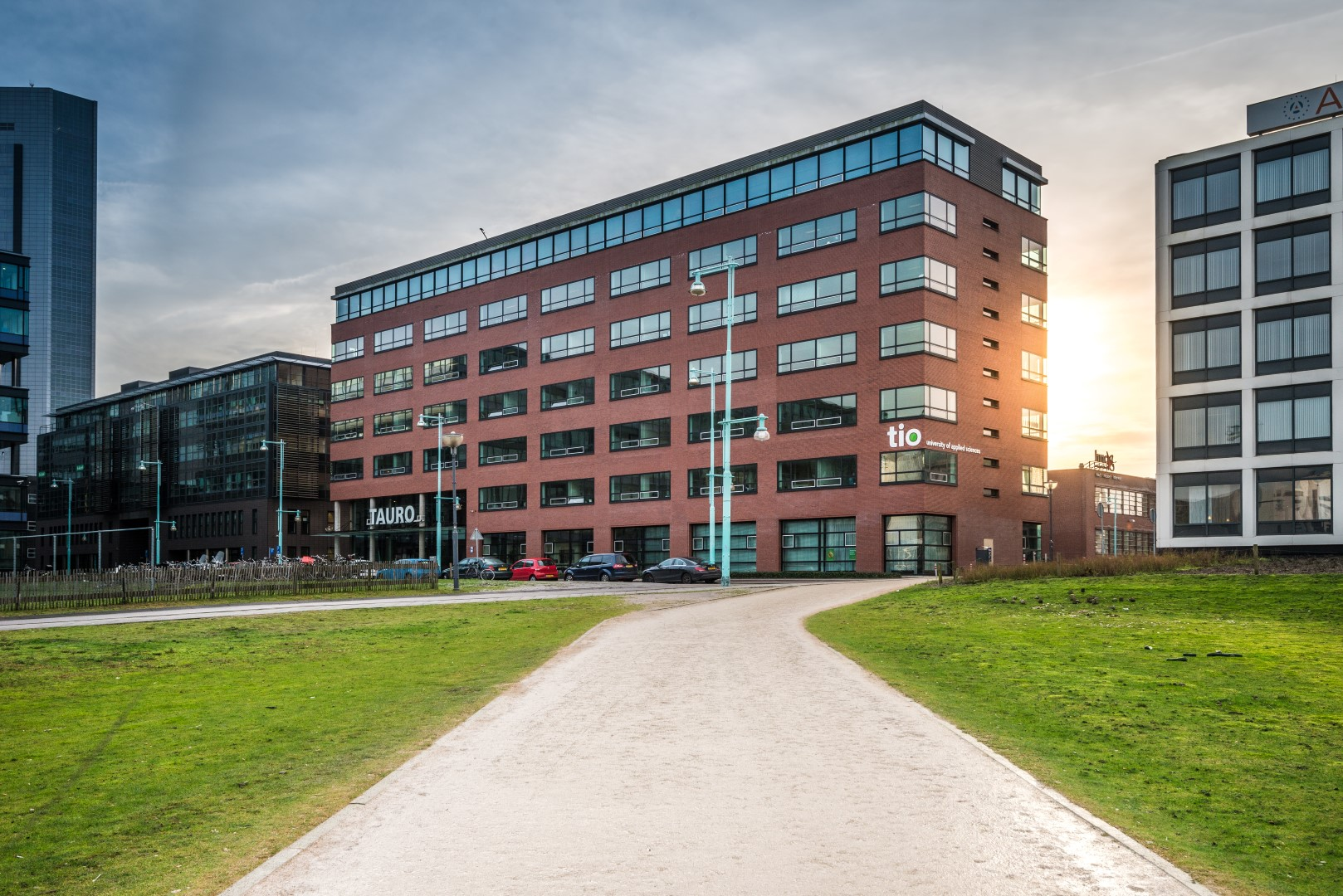
Locatie Amsterdam
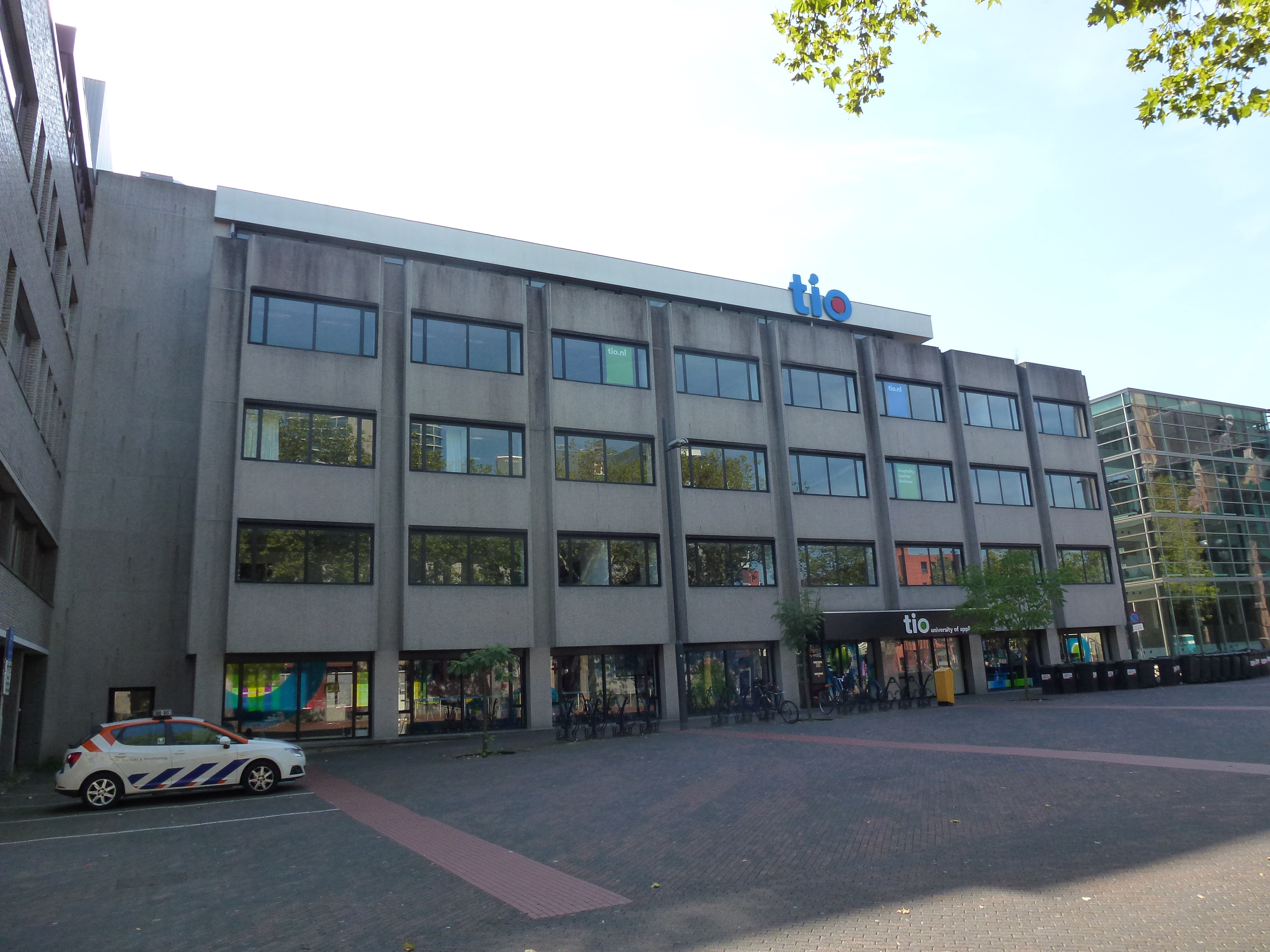
Locatie Eindhoven
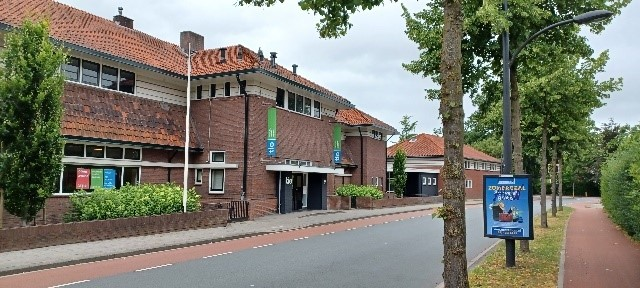
Locatie Hengelo
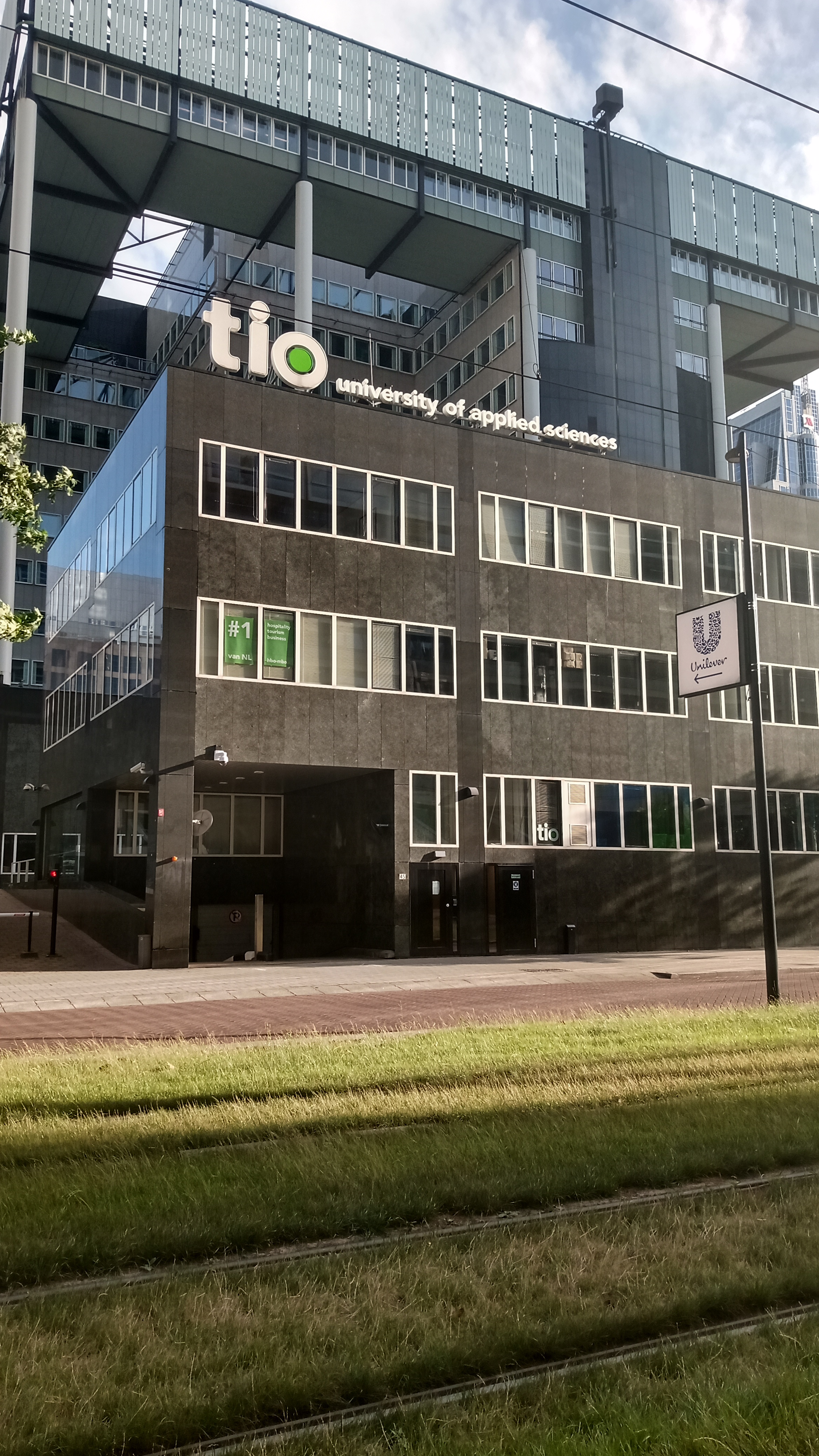
Locatie Rotterdam
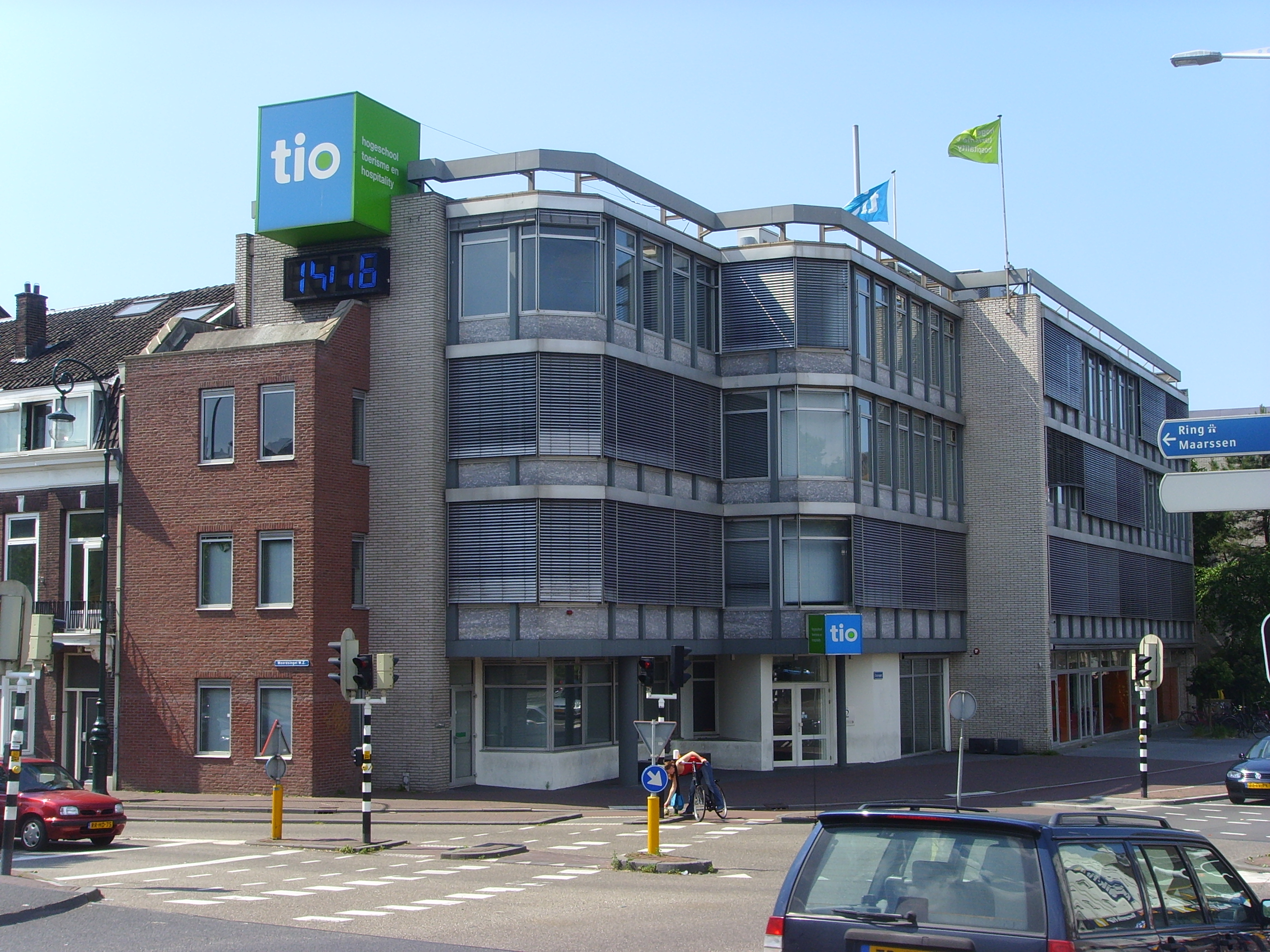
Hoofdvestiging Utrecht